# 磯貝一 (照明技師)
磯貝 一（いそがい はじめ、1936年7月25日 - 1984年6月末）は、日本の照明技師。

## 人物・来歴

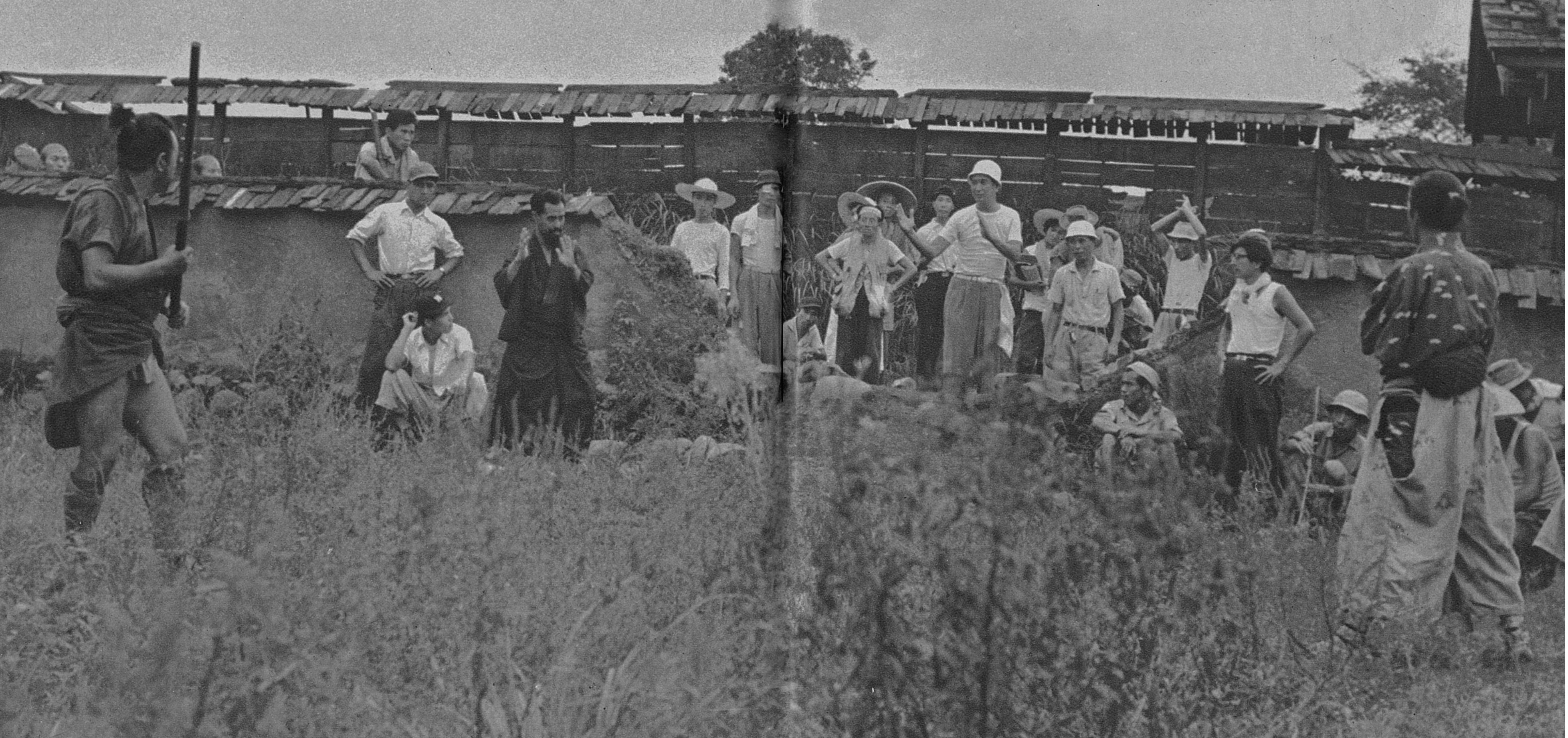
磯貝の最初の現場である『七人の侍』撮影風景（1953年）。

### 『七人の侍』と『二十四時間の情事』
1936年（昭和11年）7月25日、生まれる。
学歴等は伝えられていないが、本人によれば、黒澤明監督の『七人の侍』の照明助手が足りないとのことで応援として参加したのが、映画界への第一歩であったという。同作は1953年（昭和28年）5月27日に撮影が開始された作品であるが、撮影は長引き、公開年の1954年（昭和29年）2月まで撮影は続いた。当時、磯貝は満17歳、同作の照明技師は森茂、照明助手にはチーフの金子光男のほか、新井盛、江夏昭三、羽田昭三、小島真二、村上勝美、石井金蔵、釜田一の名が記録に残っているが、磯貝の名は東宝資料室の資料には残っていない。東宝資料室によれば、1956年（昭和31年）5月17日に公開された『あの娘が泣いてる波止場』（監督日高繁明）で猪原一郎、1957年（昭和32年）4月2日に公開された『早く帰ってコ』（監督斎藤達雄）および同23日に公開された『東京だヨおッ母さん』（同）で田中義男、同年8月11日に公開された『森繁の僕は美容師』（監督瑞穗春海）で大沼正喜、といった技師の助手を務めた。広く知られているのは、1959年（昭和34年）6月20日に日本でも公開されたアラン・レネ監督による日仏合作『二十四時間の情事』において、日本部分のチーフ照明助手を務め、撮影・照明チームであった高橋通夫・伊藤幸夫を支えたことである。同作製作の直後の同年、同作を日本側で製作・配給した大映のテレビ室（現在の大映テレビ）が製作を開始した連続テレビ映画『少年ジェット』で、磯貝は照明技師を務めた記録があり、同作は同年3月4日に放映を開始し、翌1960年（昭和35年）9月28日まで放映された作品である。

### 若松孝二とともに
独立系成人映画に転向した正確な時期は不明であるが、本人によれば、監督の若松孝二には、1963年（昭和38年）9月3日に公開された若松の監督デビュー作『甘い罠』以来、「ずっとついている」という。同作の撮影技師は記録映画出身の門口友也、若松の第2作『激しい女たち』、第3作『おいろけ作戦 プレイガール』では同じく秋山海蔵であったが、第4作『不倫のつぐない』からは、東宝の子会社である東京映画の撮影技師であった伊東英男と組むことになり、以降、多く伊東とのタッグが続いた。若松の助監督・脚本家を務め、自らの監督デビュー作『堕胎』（1966年）を伊東・磯貝の技術陣で固めた足立正生によれば、「呼吸も合っていて、チームワークは抜群によかった」と回想する。
若松の監督デビューの翌1964年（昭和39年）、磯貝は、かならずしも若松作品だけではなく、秋山海蔵と組んで『肉体の手形』（監督小林悟）、塩田繁太郎と組んで『女の秘境』（監督高城浩）、中山光と組んで『おんな』（監督伊豆肇）、勝目勝こと金井勝と組んで『腐肉の喘ぎ』（監督新藤孝衛）といった作品で照明を手がけた。1965年（昭和40年）の若松プロダクション設立に際して、同年6月に公開された第1作『壁の中の秘事』（監督若松孝二、主演可能かづ子）あるいは『情事の履歴書』（監督若松孝二、主演千草みどり）には参加できず、撮影技師は伊東英男であったが、照明技師は森久保雪一であった。同年12月に公開された『欲望の血がしたたる』以降は、コンスタントに参加するようになる。1968年（昭和43年）7月13日に結成された鈴木清順問題共闘会議には、若松プロダクションは「無心で参加する」と表明、若松孝二、大和屋竺、足立正生、沖島勲といった同社の作家陣に加え、撮影技師の伊東英男、助監督の秋山未知汚（現在の秋山道男）、製作主任の弥山政之とともに磯貝も署名し、運動に参加した。同会議の呼びかけ人であった松田政男は「若松プロは第三段階に突入」と評した。
1971年（昭和46年）には、勝新太郎の勝プロダクションに招かれ、同年3月6日に公開された一般映画『男一匹ガキ大将』（監督村野鐵太郎）で撮影技師の吉岡康弘（1934年 - 2002年）とタッグを組んだ。1980年（昭和55年）7月5日に公開された一般映画『戒厳令の夜』（監督山下耕作）では、ヴェテラン撮影技師の宮島義勇（1909年 - 1998年）に対するヴェテラン照明技師の岡本健一（1914年 - 2002年）の助手を務めている。若松孝二と組んだ最後の作品は、1982年（昭和57年）1月23日に公開された一般映画『水のないプール』であり、このときの撮影技師は袴一喜であった。この時期が結果的にこの技術者の最晩年に当たり、以降、梅沢薫の監督作を中心に撮影技師・志村敏雄とのタッグを組んで仕事をした。1983年（昭和53年）1月15日に発行された鈴木義昭の『ピンク映画水滸伝』には、若松プロダクションの最若手である磯村一路らと参加した座談会が収録されている。
1984年（昭和59年）6月末、死去した。満47歳没。野上正義は、「若松プロひとすじでガンバッて来た」という磯貝の「飲んだくれたあげくの激死だった」と評した。『キネマ旬報』1984年7月下旬号の「ピンク映画時評」では、磯貝の死に際し「ピンク映画の行く末を思わしむる、孤独なライトマンの死」と評し「心からの追悼の意」を表した。

## フィルモグラフィ
特筆以外すべてのクレジットは「照明」（照明技師）である。東京国立近代美術館フィルムセンター（NFC）等の所蔵状況についても記す。脚本家として記した「大谷義明」「出口出」は複数の人物が共有する変名であり、人物が特定できる場合は直後にカッコ書きした。

### 1950年代
- 『七人の侍』 : 製作本木荘二郎、監督黒澤明、撮影中井朝一、照明森茂、主演三船敏郎、製作・配給東宝、1954年4月26日公開 - 照明助手（応援）
- 『あの娘が泣いてる波止場』 : 製作竹井諒、監督日高繁明、撮影安本淳、照明猪原一郎、主演宝田明、製作・配給東宝、1956年5月17日公開 - 照明助手（サード）
- 『早く帰ってコ』 : 製作竹井諒、監督斎藤達雄、撮影栗林実、照明田中義男、主演青木光一・島倉千代子、製作・配給東宝、1957年4月2日公開（映倫番号 10119） - 照明助手（フォース）
- 『東京だヨおッ母さん』 : 製作竹井諒、監督斎藤達雄、撮影栗林実、照明田中義男、主演島倉千代子・青木光一、製作・配給東宝、1957年4月23日公開（映倫番号 10118） - 照明助手（フォース）
- 『森繁の僕は美容師』 : 製作杉原貞雄・平尾善大、監督瑞穗春海、撮影飯村正、照明大沼正喜、主演森繁久彌、製作宝塚映画製作所、配給東宝、1957年8月11日公開（映倫番号 10288） - 照明助手（サード）
- 『二十四時間の情事』 : 監督アラン・レネ、原作・脚色マルグリット・デュラス、撮影サッシャ・ヴィエルニ / 高橋通夫、照明伊藤幸夫、製作・配給パテ・大映、1959年6月20日日本公開 - 照明助手（チーフ）
- 『少年ジェット』 : 監督斉藤益廣、原作武内つなよし、脚本紺野八郎、撮影廣川朝次郎、主演中島裕史・土屋健、製作大映テレビ室、1959年3月4日 - 1960年9月28日放映（連続テレビ映画）

### 1960年代
- 『甘い罠』 : 監督若松孝二、脚本峰三千雄、撮影門口友也、主演睦五郎・香取環、製作東京企画、配給宝映、1963年9月3日公開（成人映画・映倫番号 13254） - 照明、54分の上映用ポジプリントをNFCが所蔵[6]
- 『激しい女たち』 : 監督若松孝二、脚本峰三千雄、撮影秋山海蔵、主演橘桂子、製作・配給国映、1963年10月1日公開（成人映画・映倫番号 13329）
- 『不倫のつぐない』 : 製作千葉実、監督若松孝二、脚本吉岡道夫、撮影伊東英男、主演佐久間しのぶ、製作新映フィルム、配給日本シネマ、1963年12月31日公開（成人映画・映倫番号 13464）
- 『めす犬の賭』（『めす犬の賭け』） : 製作千葉実、監督若松孝二、脚本吉岡道夫、撮影伊東英男、主演早良純・松井康子、製作・配給日本シネマ、1964年3月17日公開（成人映画・映倫番号 13518）
- 『肉体の手形』 : 製作矢元照雄、監督小林悟、脚本前田昭二・丸谷剛、撮影秋山海蔵、主演ビアンカマンツ・梅若正二、製作・配給国映、1964年3月公開（成人映画・映倫番号 13453）
- 『女の秘境』 : 製作桑田惣太郎、監督高城浩、脚本二宮吉朗、撮影塩田繁太郎、主演二代雄二・柳礼子、製作・配給宝映、1964年3月31日公開（成人映画・映倫番号 21948）
- 『おんな』 : 製作矢元照雄、監督・原作伊豆肇、撮影中山光、主演柏木優子・小笠原章二郎、製作国映・伊豆プロダクション、配給国映、1964年11月10日公開（成人映画・映倫番号 13750）
- 『悪のもだえ』 : 製作・企画千葉実、監督若松孝二、脚本五代道夫、撮影秋山海蔵、主演寺島幹夫・松井康子、製作・配給日本シネマ、1964年12月31日公開（成人映画・映倫番号 13431） - 照明、71分の上映用ポジプリントをNFCが所蔵[6]
- 『腐肉の喘ぎ』 : 製作矢元照雄、監督新藤孝衛、脚本白井明、撮影勝目勝、主演野上正義・新高恵子、製作青年芸術映画協会、配給国映、1965年9月公開（成人映画・映倫番号 14187）
- 『欲望の血がしたたる』 : 製作・企画・監督若松孝二、脚本大谷芳朗・若松孝二、撮影伊東英男、助監督梅沢薫、主演上野山功一・叶美智子、製作若松プロダクション（ソノフィルム）、配給NSP、1965年12月公開（成人映画・映倫番号 14293） - 照明、71分の上映用ポジプリントをNFCが所蔵[6]
- 『人妻の予定日』 : 製作鷲尾飛天丸、企画千葉実、監督向井寛、脚本五代斗志夫、撮影船橋登、主演内田高子、製作オリジナル映画、配給日本シネマ、1966年1月公開（成人映画・映倫番号 14347） - 照明、69分の上映用ポジプリントをNFCが所蔵[6]
- 『血は太陽よりも赤い』 : 企画・監督若松孝二、脚本大谷義明、撮影伊東英男、主演大塚和彦・若原珠実、製作若松プロダクション、配給NSP、1966年3月公開（成人映画・映倫番号 14425）
- 『ひき裂かれた情事』 : 製作山脇一男、企画・監督若松孝二、脚本若松孝二・大谷義明（足立正生）、撮影伊東英男、主演加山恵子、製作若松プロダクション、1966年5月公開（成人映画・映倫番号 14506）
- 『胎児が密猟する時』 : 製作・企画・監督若松孝二、脚本大谷義明（足立正生）、撮影伊東英男、助監督足立正生、主演志摩みはる、製作・配給若松プロダクション、1966年7月（5月とも）公開（成人映画・映倫番号 14596） - 照明、1967年クノッケ実験映画祭（フランス語版）出品[5]・72分の原版が現存・2008年紀伊國屋書店がDVDビデオグラムを発売[9]
- 『白い人造美女』 : 製作・企画・監督若松孝二、脚本大谷義明（足立正生）、撮影伊東英男、主演柴田秀勝・向井まり、製作若松プロダクション、1966年7月公開（成人映画・映倫番号 14701）
- 『堕胎』 : 製作・企画若松孝二、監督足立正生、脚本大谷義明（足立正生）、撮影伊東英男、助監督沖島勲、主演寺島幹夫・園生玲子、製作若松プロダクション、1966年11月1日公開（成人映画・映倫番号 14636） - 照明、22分の上映用ポジプリントをNFCが所蔵[6]
- 『裏切りの季節』 : 製作・企画若松孝二、監督大和屋竺・若松孝二、脚本大谷義明、撮影伊東英男、助監督田中陽造、主演立川雄三・谷口朱里、製作若松プロダクション、配給NSP、1966年12月13日公開（成人映画・映倫番号 14545） - 照明、77分の上映用ポジプリントをNFCが所蔵[6]
- 『情欲の黒水仙』 : 製作・企画・監督若松孝二、脚本大谷義明（大和屋竺）、撮影伊東英男、助監督沖島勲、主演寺島幹夫・向井まり、製作若松プロダクション、配給六邦映画、1967年2月21日公開（成人映画・映倫番号 14702） - 照明、70分の上映用ポジプリントをNFCが所蔵[6]
- 『避妊革命（英語版）』 : 製作・企画若松孝二、監督足立正生、脚本大谷義明（足立正生）、撮影伊東英男、助監督沖島勲・栗原幸治、主演寺島幹夫・火鳥こづえ、製作若松プロダクション、配給日本シネマ、1967年2月21日公開（成人映画・映倫番号 14762） - 照明、73分の上映用ポジプリントをNFCが所蔵[6]
- 『網の中の暴行』 : 製作・企画・監督若松孝二、脚本大谷義明、撮影伊東英男、主演野上正義・若原珠実、製作若松プロダクション、配給新東宝興業、1967年3月公開（成人映画・映倫番号 14878）
- 『犯された白衣』（『看護婦殺し秘話 犯された白衣』） : 製作・企画・監督若松孝二、脚本足立正生・若松孝二・唐十郎・山下治、撮影伊東英男、助監督小水一男、主演唐十郎・林美樹、製作・配給若松プロダクション、1967年3月（12月とも）公開（成人映画・映倫番号 15279） - 照明、『看護婦殺し秘話 犯された白衣』題で41分の上映用ポジプリントをNFCが所蔵[6]・2008年紀伊國屋書店がDVDビデオグラムを発売[9]
- 『日本暴行暗黒史 異常者の血』 : 製作・企画・監督若松孝二、脚本出口出（足立正生）、撮影伊東英男、助監督沖島勲、主演野上正義・山尾啓子、製作若松プロダクション、1967年7月公開（成人映画・映倫番号 14974）
- 『性の放浪』 : 製作・企画・監督若松孝二、脚本出口出（足立正生・沖島勲）、撮影伊東英男、助監督沖島勲、主演山谷初男・水城リカ、製作若松プロダクション、配給日本シネマ、1967年9月12日公開（成人映画・映倫番号 14979） - 照明、57分の上映用ポジプリントをNFCが所蔵[6]
- 『性犯罪』 : 製作・企画・監督若松孝二、脚本出口出（足立正生・沖島勲）、撮影伊東英男、主演吉沢健・高月美夜、製作若松プロダクション、1967年公開（成人映画・映倫番号 15076）
- 『乱行』 : 製作・企画・監督若松孝二、脚本出口出（足立正生）、撮影伊東英男、主演吉沢健・渡美樹、製作若松プロダクション、1967年公開（成人映画・映倫番号 15143）
- 『腹貸し女』 : 製作・企画・監督若松孝二、脚本出口出（足立正生）、撮影伊東英男、主演門麻実・吉沢健、製作若松プロダクション、配給、1968年3月公開（成人映画・映倫番号 15278） - 照明、69分の上映用ポジプリントをNFCが所蔵[6]
- 『毛の生えた拳銃』（『犯す』） : 製作・企画若松孝二、監督大和屋竺、脚本大山村人、撮影伊東英男、主演吉沢健、製作若松プロダクション、配給、1968年5月公開（成人映画・映倫番号 15347） - 照明、『犯す』題で65分の上映用ポジプリントをNFCが所蔵[6]
- 『性地帯 セックスゾーン』 : 製作・企画若松孝二、監督足立正生、脚本出口出（足立正生）、撮影伊東英男、助監督沖島勲、監督助手秋山未知汚、主演山谷初男・水城リカ、製作若松プロダクション、1968年8月公開（成人映画・映倫番号 15420）
- 『金瓶梅』 : 監督若松孝二、脚本大和屋竺、原訳上田学而、撮影伊東英男、主演真山知子・伊丹十三、製作ユニコンフィルム、配給松竹、1968年9月27日公開（成人映画・映倫番号 15523）
- 『性遊戯』 : 製作・企画若松孝二、監督足立正生、脚本出口出（足立正生）、撮影伊東英男、助監督沖島勲・秋山未知汚、主演吉沢健、製作若松プロダクション、1969年2月24日公開（成人映画・映倫番号 15668）
- 『新日本暴行暗黒史 復讐鬼』（『復讐鬼』） : 製作・企画・監督若松孝二、脚本出口出（足立正生）、撮影伊東英男、助監督沖島勲、監督助手秋山未知汚、主演吉沢健、製作若松プロダクション、1969年2月公開（成人映画・映倫番号 15421）
- 『処女ゲバゲバ（フランス語版）』 : 製作・企画・監督若松孝二、脚本出口出（大和屋竺）、撮影伊東英男、主演谷川俊之・芦川絵里、製作・配給若松プロダクション、1969年4月公開（成人映画・映倫番号 15882） - 照明、62分の上映用ポジプリントをNFCが所蔵[6]・66分の原版が現存・2007年紀伊國屋書店がDVDビデオグラムを発売[9]
- 『女学生ゲリラ』 : 製作・企画若松孝二、監督足立正生、脚本出口出（足立正生）、撮影伊東英男、助監督小水一男・秋山未知汚、主演芦川絵里、製作若松プロダクション、1969年5月26日公開（成人映画・映倫番号 15881）
- 『通り魔の告白 現代性犯罪暗黒篇』 : 製作・企画・監督若松孝二、脚本出口出、撮影伊東英男、主演福間健二・花村亜流芽、製作若松プロダクション、配給葵映画、1969年7月公開（成人映画・映倫番号 15942）
- 『狂走情死考』 : 製作・企画・監督若松孝二、脚本出口出（足立正生）、撮影伊東英男、助監督小水一男・秋山未知汚、主演武藤洋子・吉沢健、製作若松プロダクション、1969年9月公開（成人映画・映倫番号 15740） - 照明・出演、77分の原版が現存・2007年紀伊國屋書店がDVDビデオグラムを発売[9]
- 『ゆけゆけ二度目の処女（英語版）』 : 製作・企画・監督若松孝二、脚本出口出（足立正生・小水一男）、撮影伊東英男、助監督小水一男、主演小桜ミミ、製作・配給若松プロダクション、1969年9月公開（成人映画・映倫番号 16096）
- 『やわ肌無宿 男殺し女殺し』（『男殺し女殺し』『裸の銃弾』『男ごろし女ごろし 裸の銃弾』） : 製作・企画・監督若松孝二、脚本出口出、撮影伊東英男、主演林美樹・芦川絵里、製作若松プロダクション、配給葵映画、1969年10月公開（成人映画・映倫番号 15943） - 照明、『裸の銃弾』題で2007年紀伊國屋書店がDVDビデオグラムを発売[4]
- 『現代好色伝 テロルの季節』（『現代好色伝』） : 製作・企画・監督若松孝二、脚本出口出（小水一男）、撮影伊東英男、主演江島祐子、製作若松プロダクション、配給葵映画、1969年公開（成人映画・映倫番号 16191） - 照明、78分の原版が現存・2007年紀伊國屋書店がDVDビデオグラムを発売[9]

### 1970年代
- 『理由なき暴行 現代性犯罪絶叫篇』（『理由なき暴行』） : 製作・企画・監督若松孝二、脚本坂部俊高、撮影伊東英男、主演東城瑛・浅香なおみ、製作若松プロダクション、配給葵映画、1970年1月公開（成人映画・映倫番号 16192） - 照明、75分の原版が現存・2007年紀伊國屋書店がDVDビデオグラムを発売[9]
- 『真昼の暴行劇』 : 製作・企画・監督若松孝二、脚本出口出、撮影伊東英男、主演芦川絵里・鏡勘平、製作若松プロダクション、配給日本シネマ、1970年3月公開（成人映画・映倫番号 16282） - 照明、67分の上映用ポジプリントをNFCが所蔵[6]
- 『新宿フーテン娘 乱行パーティー』（改題『新宿マッド（フランス語版）』） : 製作・企画・監督若松孝二、脚本出口出（足立正生）、撮影伊東英男、助監督小水一男、主演江島裕子、製作若松プロダクション、配給新東宝興業、1970年6月公開（成人映画・映倫番号 16341） - 照明、『新宿フーテン娘 乱行パーティー』題で67分の上映用ポジプリントをNFCが所蔵[6]
- 『叛女・夢幻地獄』（『夢幻地獄』） : 監督足立正生、脚本出口出（足立正生）、撮影伊東英男、主演谷身知子、製作・配給国映、1970年8月公開（成人映画・映倫番号 16380）
- 『性教育書 愛のテクニック』 : 製作・企画・監督若松孝二、脚本出口出（足立正生）、撮影伊東英男、主演芦川絵里、製作若松プロダクション、配給、1970年公開（成人映画・映倫番号 16279）
- 『性賊 セックスジャック（英語版）』（『いろはにほへと 性賊 セックス・ジャック』） : 製作・企画・監督、脚本出口出（足立正生）、撮影伊東英男、助監督小水一男、主演香取環、製作・配給若松プロダクション、1970年12月公開（成人映画・映倫番号 16641-1） - 照明、70分の原版が現存・2007年紀伊國屋書店がDVDビデオグラムを発売[9]
- 『男一匹ガキ大将』 : 製作勝新太郎・伊藤光雄、監督・脚本村野鐵太郎、原作本宮ひろ志、撮影吉岡康弘、主演酒井修、製作勝プロダクション、配給ダイニチ映配、1971年3月6日公開（映倫番号 16518）
- 『性輪廻 死にたい女』 : 製作・企画・監督若松孝二、脚本出口出（足立正生）、撮影伊東英男、主演島絵梨子、製作若松プロダクション、配給六邦映画、1971年4月公開
- 『私は濡れている』 : 製作・企画・監督若松孝二、脚本出口出（足立正生・荒井晴彦）、撮影伊東英男、主演芦川絵里、製作若松プロダクション、配給、1971年7月公開
- 『噴出祈願 十五代の売春婦』（『噴出祈願 15歳の売春婦』） : 製作・企画朝倉大介、監督足立正生、脚本出口出（足立正生）、撮影伊東英男、主演佐々木天、製作・配給国映、1971年8月4日公開
- 『壺さがし 三番勝負』（『つぼさがし三番勝負』） : 製作馬場内弘、企画竜実、監督佐々木元、脚本池田正一、主演瀬川ルミ、製作・配給日本シネマ、1971年9月公開（成人映画・映倫番号 16894） - 照明、73分の上映用ポジプリントをNFCが所蔵[6]
- 『性家族』 : 製作・企画矢元一行、監督若松孝二、脚本出口出（足立正生）、撮影伊東英男、主演香取環、製作・配給国映、1971年12月公開
- 『女が匂う夜』 : 製作・企画槙直樹、監督・脚本加奈沢史郎、撮影虻川常義、主演青山美沙、製作槙プロダクション、配給不明、1971年公開（成人映画・映倫番号 16747） - 照明、64分の上映用ポジプリントをNFCが所蔵[6]
- 『天使の恍惚』 : 製作・企画若松孝二・葛井欣士郎、監督若松孝二、脚本出口出（足立正生）、撮影伊東英男、助監督沖島勲、主演吉沢健、製作若松プロダクション・ATG、配給ATG、1972年3月11日公開（成人映画・映倫番号 17057）
- 『罠にはまった男』 : 監督仲木睦、原作川上宗薫、脚本神振太郎、撮影門口友也、主演梶健司、製作東活プロダクション、配給松竹、1972年7月1日公開
- 『鏡の中の野心』 : 監督小林悟、原作戸川昌子、脚本松浦健郎、撮影門口友也、助監督高橋伴、主演荒木一郎、製作東活プロダクション、配給松竹、1972年7月1日公開
- 『㊙女子高校生 恍惚のアルバイト』（『㊙女子高生 恍惚のアルバイト』） : 製作・企画・監督若松孝二、脚本出口出（足立正生・小水一男）、撮影伊東英男、主演早川みゆき、製作若松プロダクション、配給東映、1972年9月6日公開
- 『現代猟奇暴行史』 : 製作・企画・監督若松孝二、脚本出口出、撮影伊東英男、主演杉佳代子・高鳥亜美、製作・配給新東宝興業、1972年公開
- 『㊙女子高校生 課外サークル』 : 製作・企画・監督若松孝二、脚本出口出、撮影鈴木史郎、主演水城マコ、製作若松プロダクション、配給東映、1973年2月3日公開
- 『夜にほほよせ』（『SEX予備軍 狂い咲き』） : 製作若松孝二、企画若松孝二・林静一・富山加津江、監督・脚本林静一、撮影吉田康弘、主演かしわ哲、製作若松プロダクション、配給不明、1973年4月25日公開（映倫番号 17570）
- 『痴漢百年史』 : 監督山本晋也、撮影伊東英男、主演桜マミ、製作・配給新東宝興業、1975年1月公開
- 『痴漢電車』（改題『痴漢変態電車』） : 監督山本晋也、撮影伊東英男、主演月丘恵子、製作・配給新東宝興業、1975年6月公開 - 照明、『痴漢変態電車』題で61分の上映用ポジプリントをNFCが所蔵[6]
- 『残虐女刑史』 : 監督山本晋也、撮影柳田一夫、主演南ゆき、製作・配給新東宝興業、1976年1月公開
- 『残酷縛絵伝奇』（改題『谷ナオミ 縛り責め』） : 監督山本晋也、脚本荒井青、撮影柳田友春、主演谷ナオミ、製作・配給新東宝興業、1976年8月公開 - 照明、59分の上映用ポジプリントをNFCが所蔵[6]
- 『痴漢身体検査』（改題『不倫教室 いたずら身体検査』） : 監督山本晋也、撮影久我剛、主演峰瀬里加、製作・配給新東宝興業、1977年4月公開 - 照明、63分の上映用ポジプリントをNFCが所蔵[6]
- 『聖母観音大菩薩』 : 監督若松孝二、脚本佐々木守、撮影伊東英男、主演松田英子、製作若松プロダクション・ATG、配給ATG、1977年6月25日公開（成人映画・映倫番号 19086） - 照明、90分の原版が現存・2012年キングレコードがDVDビデオグラムを発売[4]
- 『女犯魔』 : 監督中村幻児、撮影久我剛、製作幻児プロダクション、配給ミリオンフィルム、1977年10月公開
- 『谷ナオミ 縛る!』（改題『緊縛縄調教 谷ナオミ 縄肌地獄』） : 監督渡辺護、脚本高橋伴明、撮影柳田友春、主演谷ナオミ、製作・配給新東宝興業、1977年11月公開 - 照明、58分/62分の上映用ポジプリントをNFCが所蔵[6]
- 『暴虐女拷問』 : 企画・監督若松孝二、脚本出口出、撮影伊東英男、主演中野リエ、製作・配給新東宝興業、1978年1月公開
- 『ある女教師 緊縛』 : 監督・脚本高橋伴明、撮影伊東英男、主演岡尚美、製作・配給新東宝興業、1978年6月公開
- 『十三人連続暴行魔』（改題『現代猟奇暴行史』） : 監督若松孝二、脚本出口出、撮影伊東英男、主演馬津天三・日野繭子、製作・配給新東宝興業、1978年7月公開 - 照明、60分の上映用ポジプリントをNFCが所蔵[6]・2004年ブロウアウトジャパンがDVDビデオグラムを発売[9]
- 『日本の拷問』（改題『日本拷問史』） : 製作若松孝二、監督・脚本高橋伴明、撮影長田勇市、主演日野繭子、製作若松プロダクション、配給新東宝興業、1978年9月公開 - 照明、63分の上映用ポジプリントをNFCが所蔵[6]
- 『女刑務所 私刑』（すけむしょリンチ、改題『暴行女刑務所』） : 製作若松孝二、監督・脚本高橋伴明、撮影長田勇市、主演岡尚美・日野繭子、製作若松プロダクション、配給新東宝興業、1978年11月公開 - 照明、58分の上映用ポジプリントをNFCが所蔵[6]・2004年ブロウアウトジャパンがDVDビデオグラムを発売[9]
- 『鞭と緊縛』（むちとしばり） : 製作若松孝二、監督高橋伴明、撮影シャープ兄弟（小水一男）、製作若松プロダクション、配給新東宝興業、1979年3月公開

### 1980年代
- 『戒厳令の夜』 : 製作竹中労・森敏男、監督山下耕作、撮影宮島義勇、照明岡本健一、主演鶴田浩二、製作白夜プロダクション、配給東宝、1980年7月5日公開（映倫番号 110051） - 照明助手（セカンド）
- 『聖少女拷問』 : 企画・監督若松孝二、脚本出口出、撮影伊東英男、主演島明美、製作若松プロダクション、配給新東宝興業、1980年7月公開
- 『少女情婦』 : 監督高橋伴明、撮影長田勇市、主演丘なおみ、製作国映、配給新東宝興業、1980年10月公開
- 『OL変態色情』（改題『ONANIE クライマックス』） : 監督・脚本磯村一路、撮影赤間一麒、主演沢木ミミ、製作若松プロダクション、配給新東宝興業、1980年12月公開 - 照明、58分の上映用ポジプリントをNFCが所蔵[6]
- 『縛りと檻』（改題『本番 縛って犯す』） : 監督高橋伴明、撮影長田勇市、主演丘なおみ、製作高橋プロダクション、配給新東宝映画、1981年1月公開 - 照明、65分の上映用ポジプリントをNFCが所蔵[6]
- 『狂った情事 おしゃぶり』（改題『人妻の悶え ザ・不倫』） : 監督・脚本磯村一路、撮影長田勇市、主演朝霧友香、製作国映、配給新東宝映画、1981年2月公開 - 照明、61分の上映用ポジプリントをNFCが所蔵[6]
- 『密室連続暴行』 : 監督若松孝二、脚本出口出、撮影長田勇市、主演島明海、製作・配給新東宝映画、1981年2月公開（成人映画・映倫番号 110309）
- 『女教師 鎖と緊縛』（改題『鎖で本番』『暴行教室 縛る』） : 監督高橋伴明、脚本西岡琢也、撮影長田勇市、主演朝霧友香、製作高橋プロダクション、配給新東宝映画、1981年8月公開（成人映画・映倫番号 110497） - 照明、59分/60分の上映用ポジプリントをNFCが所蔵[6]
- 『襲られた女』（やられたおんな） : 監督・脚本高橋伴明、脚本・助監督米田彰、撮影長田勇市、監督助手周防正行、主演下元史朗・忍海よしこ、製作高橋プロダクション、配給ミリオンフィルム、1981年11月公開（成人映画・映倫番号 110574） - 照明、67分の上映用ポジプリントをNFCが所蔵[6]
- 『水のないプール』 : 監督若松孝二、脚本内田栄一、撮影袴一喜、主演内田裕也、製作若松プロダクション、配給東映セントラルフィルム、1982年1月23日公開（映倫番号 110636） - 照明、131分の原版が現存・2001年ジェネオンがDVDビデオグラムを発売[4]
- 『女子大生出張トルコ』 : 監督・脚本梅沢薫、撮影志村敏雄、主演たかとりあみ、製作国映、配給新東宝映画、1982年5月公開（成人映画・映倫番号 110771） - 照明、61分の上映用ポジプリントをNFCが所蔵[6]
- 『若妻暴行変質魔』 : 監督梅沢薫、脚本白鳥洋一、撮影志村敏雄、主演今日珠実、製作日本シネマ、配給新東宝映画、1982年5月公開（成人映画・映倫番号 110944） - 照明、62分の上映用ポジプリントをNFCが所蔵[6]
- 『悶々アパート 二階のお姉さん』 : 監督西田洋介、撮影志村敏雄、主演渡辺正樹・村井あき、製作獅子プロダクション、配給東映セントラルフィルム、1983年6月25日公開（成人映画・映倫番号 111139）
- 『花真衣 自縛』 : 監督梅沢薫、撮影志村敏雄、主演花真衣、製作・配給新東宝興業、1983年8月公開（成人映画・映倫番号 111183）